# 里勒河畔拉费里耶尔
里勒河畔拉费里耶尔（法語：La Ferrière-sur-Risle，法語發音：[la fɛʁjɛʁ syʁ ʁil]）是法国厄尔省的一个市镇，位于该省中部偏西南，属于埃夫勒区。该市镇面积仅有0.24平方公里，是法国面积第五小的市镇。

## 地理
里勒河畔拉费里耶尔（48°58'42"N, 0°47'8"E）面积0.24 平方千米，位于法国诺曼底大区厄尔省，该省份为法国北部内陆省份，北起滨海塞纳省，西接奧恩省和卡爾瓦多斯省，南至厄尔-卢瓦省，东临瓦兹省、瓦兹河谷省和伊夫林省。
与里勒河畔拉费里耶尔接壤的市镇（或旧市镇、城区）包括：勒菲德莱尔、拉乌赛、旧利尔、乌什地区梅尼勒。

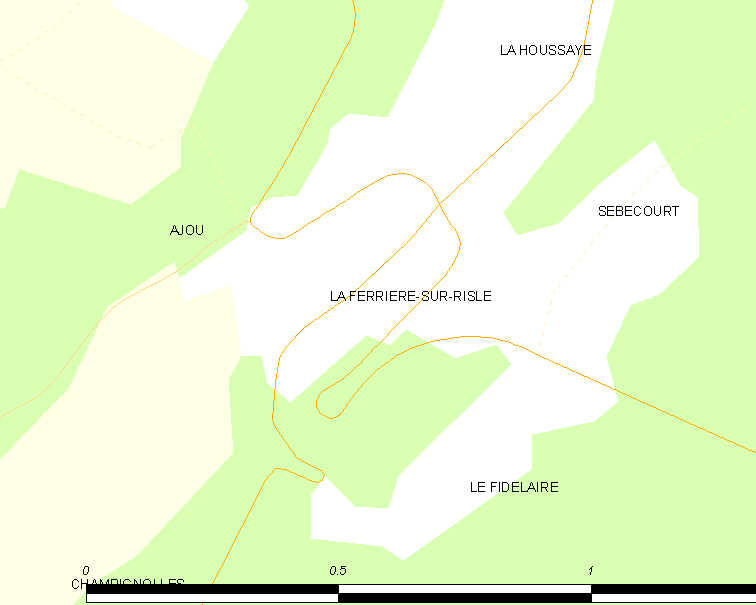
里勒河畔拉费里耶尔的OSM定位图

里勒河畔拉费里耶尔的时区为UTC+01:00、UTC+02:00（夏令时）。

## 行政
里勒河畔拉费里耶尔的邮政编码为27760，INSEE市镇编码为27240。

## 政治
里勒河畔拉费里耶尔所属的省级选区为乌什地区孔什县。

## 人口

1962-2008年间里勒河畔拉费里耶尔人口变化图示

里勒河畔拉费里耶尔于2022年1月1日时的人口数量为201人。